# حاتم الغمري
حاتم صالح عطا الغمري (21 أغسطس 1981–8 أبريل 2024) سياسي ورئيس بلدية فلسطيني، كان رئيسًا لبلدية المغازي منذ منتصف عام 2020 وحتى اغتياله في 8 أبريل 2024.

## حياته
عاش فترة من حياته في ليبيا، ويحمل درجة البكالوريوس في الفيزياء، وكان يعمل مُدرسًا في إحدى مدارس مدينة دير البلح، ثم حصل على الماجستير والدكتوراه في الفيزياء وانتقل للعمل محاضرًا في الجامعة الإسلامية في غزة، والكلية الجامعية للعلوم التطبيقية وكلية الرباط الجامعية.

## اغتياله
في 8 أبريل 2024، اغتالته الطائرات الحربية الإسرائيلية خلال الحرب الإسرائيلية على قطاع غزة 2023–24 بواسطة ضربة جوية مباشرة على مبنى مجلس الخدمات المشترك في مخيم المغازي.